# Ganges (Hérault)
Ganges es una localidad y comuna de Francia, situada en el departamento del Hérault y en la región de Occitania.
Sus habitantes son llamados en francés Gangeois.

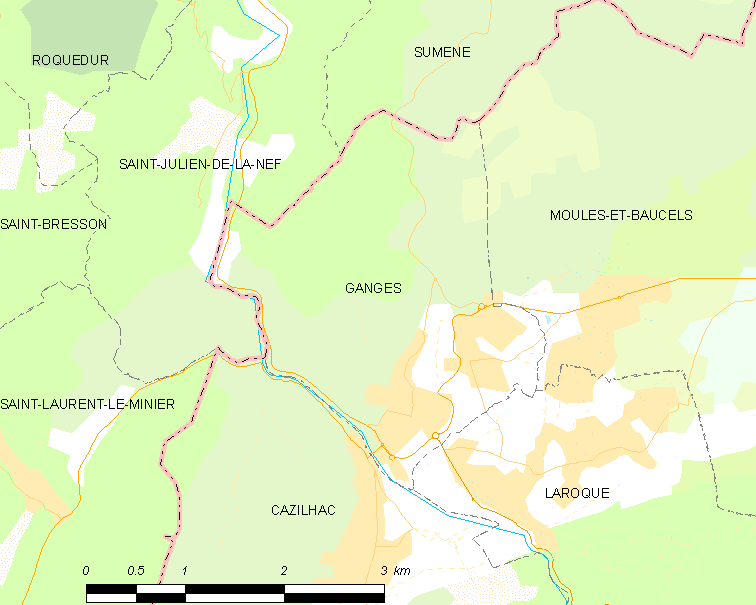
Map

## Geografía
Comuna situada en la confluencia de los ríos Hérault y del Rieutord.
Está situada a 45 km al norte de Montpellier y a 60 km al noroeste de Nîmes, así como a 18 km de la subprefectura del Gard Le Vigan. La ciudad se encuentra en una hondonada, rodeada por las primeras estribaciones de las Cevenas (Séranne,...).

## Administración
Lista de los alcaldes sucesivos
(marzo de 2001-) Jacques Rigaud  (PS)

## Demografía
| 4926 | 4872 | 3858 | 3533 | 3343 | 3502 | 3916 |
| Para los censos de 1962 a 1999 la población legal corresponde a la población sin duplicidades (Fuente: INSEE [Consultar]) |      |      |      |      |      |      |

## Lugares de interés y monumentos
- Las Traverses de Ganges: característico de las viejas ciudades cévenoles, el viejo centro histórico de Ganges es un dédalo de pasajes abovedados, de callejuelas con jardines y pasos elevados que froman un verdadero laberinto. Les Traverses de Ganges (decouverte34.com) Archivado el 14 de abril de 2008 en Wayback Machine.

## Personalidades vinculadas a la comuna
- La marquesa de Ganges, asesinada por dos cuñados, el Abad y el caballero de Ganges.
- Louis Eugene Bezies y Bertesenne Visionario Comerciante nacido en 1800 y que se embarca a México en 1831, para dedicarse a la Minería.
- Antoine Fabre d'Olivet, nacido en Ganges (Hérault) el 8 de diciembre de 1767 y muerto en París el 27 de marzo de 1825, es un escritor, filólogo y ocultista francés.
- Jules Émile Planchon (21 de marzo de 1823-1 de abril de 1888), botanista nacido en Ganges.
- Charles Benoit coinventor, en 1949, de la "Mobylette". Fundador y directivo de Motobécane.